# Néré
Néré é uma comuna francesa na região administrativa da Nova Aquitânia, no departamento de Charente-Maritime. Estende-se por uma área de 29,97 km². Em 2010 a comuna tinha 715 habitantes (densidade: 23,9 hab./km²).